# Masonia püngeleri
Masonia püngeleri är en fjärilsart som beskrevs av Hans Rebel 1910. Masonia püngeleri ingår i släktet Masonia och familjen säckspinnare. Inga underarter finns listade i Catalogue of Life.